# Washington (New Hampshire)
Washington – miasto w Stanach Zjednoczonych, w stanie New Hampshire, w hrabstwie Sullivan.